# Säve flygbas

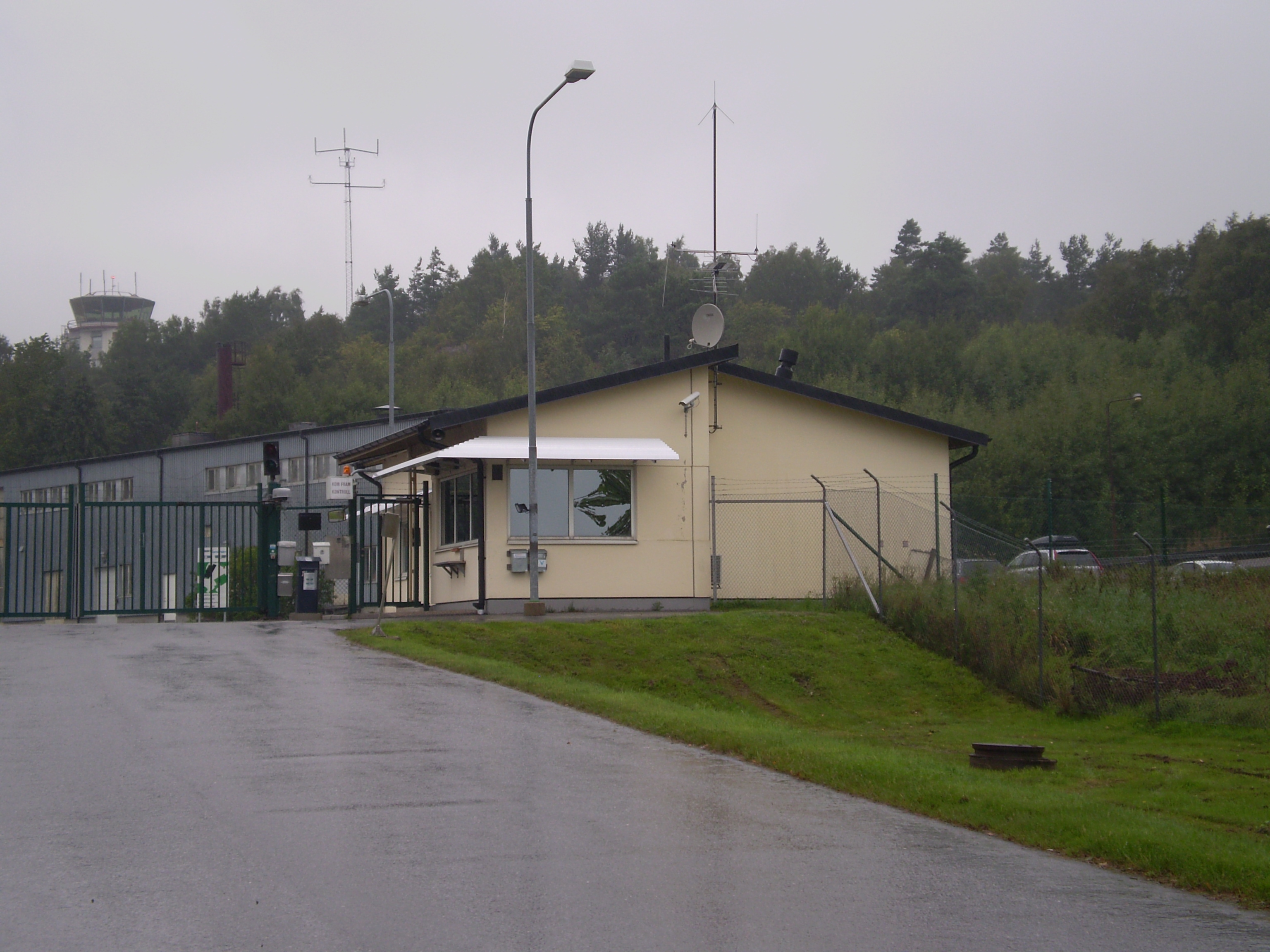
Före detta vaktlokal med flygledartornet i bakgrunden.

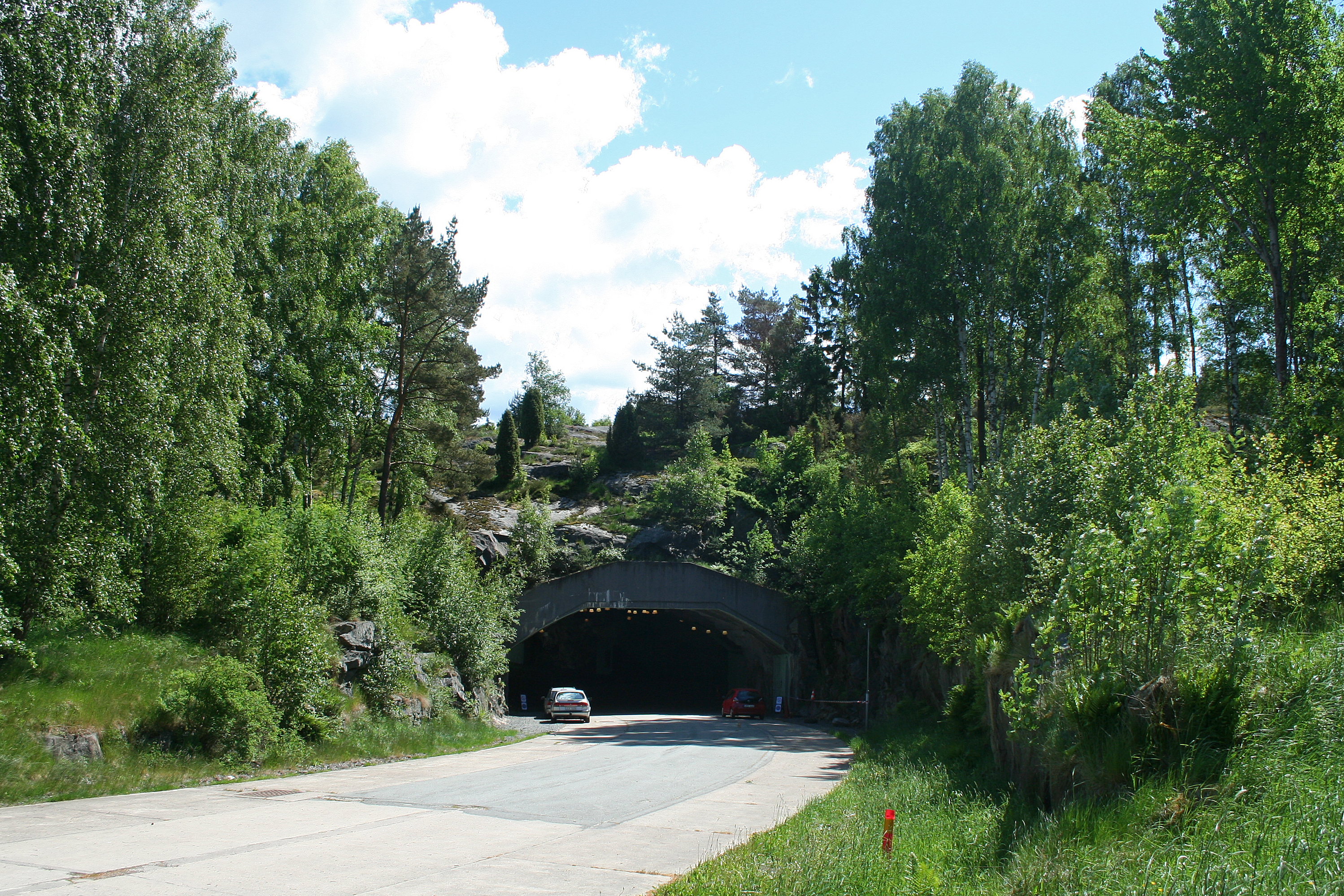
Västra infarten till nya berget.

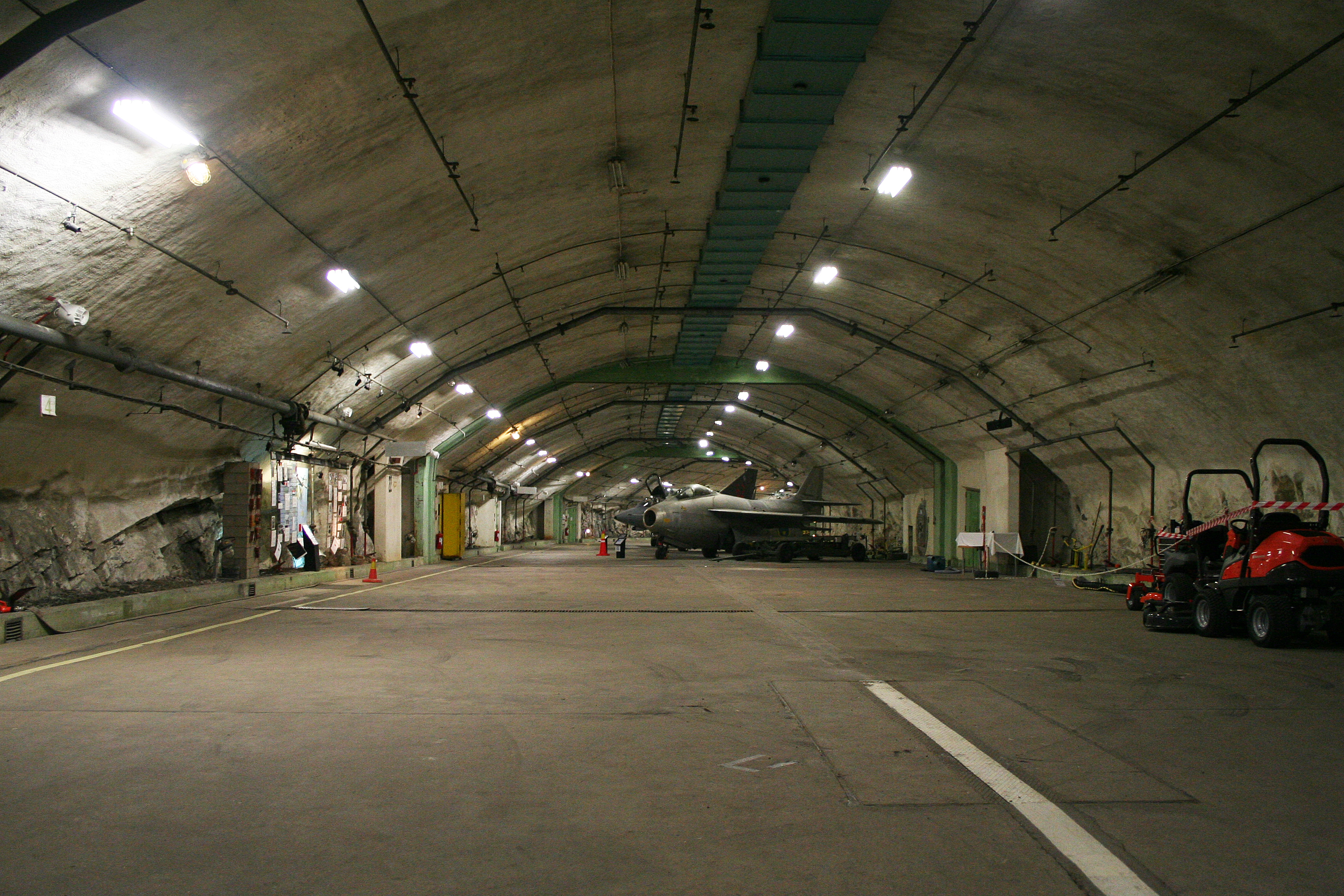
Västra uppfartstunneln i nya berget.

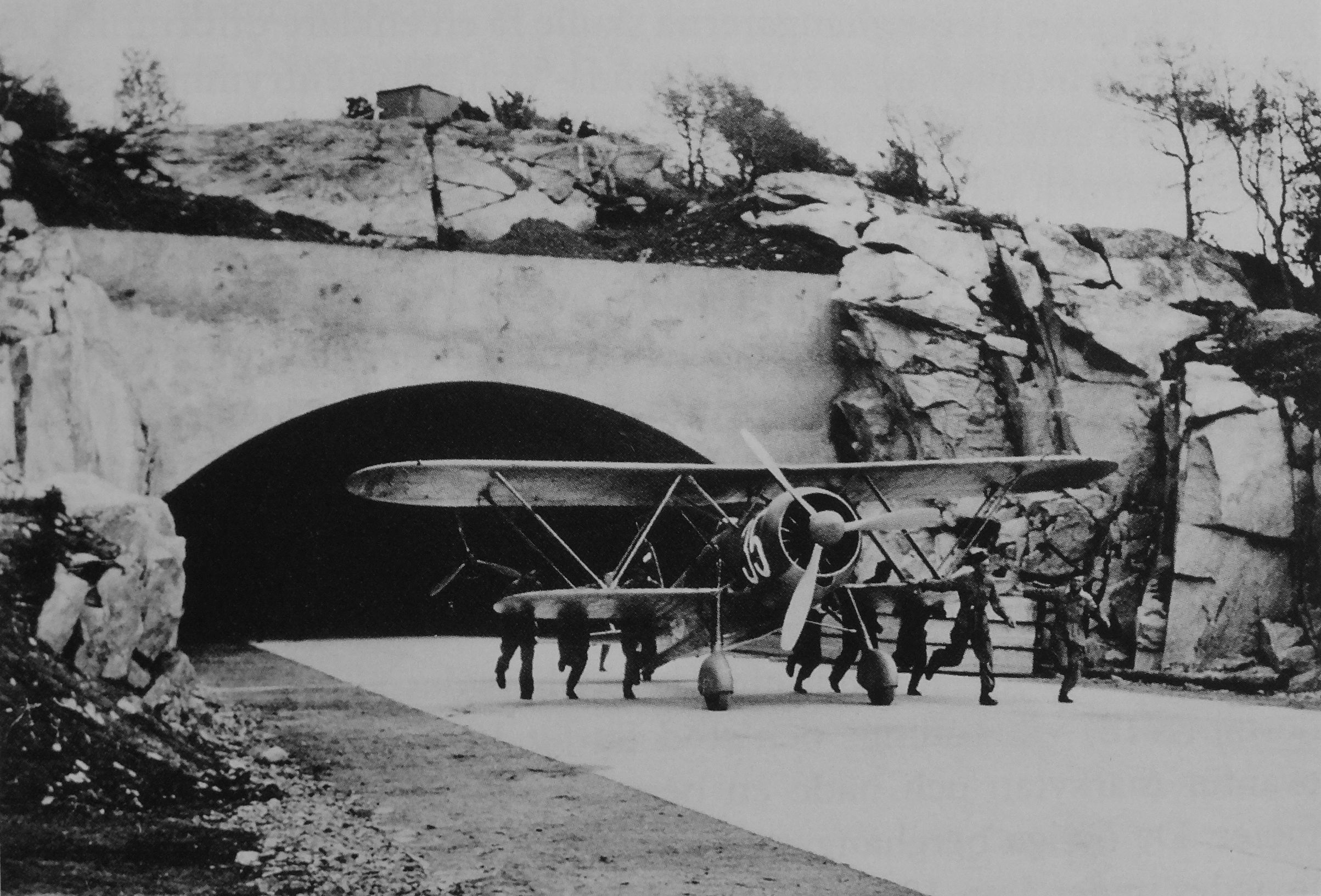
En av världens sista serietillverkade dubbeldäckade jaktplansmodeller, Fiat CR.42 (J 11), rullas ut ur en av världens första utsprängda berghangarer, Gamla berget på F 9 1942-1943.

Säve flygbas eller Säve depå (IATA: -, ICAO: ESIC) var en militär flygplats tillhörande Försvarsmakten och ligger omkring 14 kilometer nordväst om centrala Göteborg i  Bohuslän.

## Historia

### 1941–1969
Efter Tysklands anfall den 9 april 1940 mot Danmark och Norge, Operation Weserübung, beslutade Sveriges riksdags 1940 att uppföra en flottilj i anslutning till Göteborg. Byggnadsprojektet hade till en början ej något fast byggnadsprogram med anledningen av brådskan i den svenska mobiliseringen. De första byggnaderna utgjordes av fältbaracker. Flottiljen Göta flygflottilj sattes upp den 1 juli 1940. och avsågs vara ett provisoriskt krigsförband, med det primära syftet att luftförsvara Göteborgsregionen. Året därpå, det vill säga 1941, stod flygfältet färdigt. Flottiljen blev 1942 den första av sitt slag i Sverige med att få en berghangar. Totalt uppfördes ett 60-tal byggnader inom flottiljområdet. 
I februari 1967 fick försvarets fredsorganisationsutredning (FFU) i uppdrag att bland annat utreda förhållandena vid flygvapnet samt att minst två flygflottiljer skulle avvecklas. Eric Wesström, utredningsman vid fredsorganisationsutredningen lämnade två delbetänkanden, i maj 1967 föreslogs att Göta flygflottilj (F 9) skulle avvecklas och i december 1967 föreslogs att Södertörns flygflottilj (F 18) och Roslagens flygkår (F 2) skulle avvecklas. Att just jaktflygflottiljerna Göta flygflottilj och Södertörns flygflottilj föreslogs för avveckling, hade bland annat sin bakgrund i att Chefen för flygvapnet i samband med en större vakantsättningen av flygdivisioner, föreslagit för överbefälhavaren att just dessa två flygflottiljer skulle avvecklas. Gällande Göta flygflottilj så ansåg fredsorganisationsutredningen att utredningsunderlag hade varit tillräckligt för att föreslå en avveckling.
Inför 1968 års försvarsbeslut ansåg regeringen att Göta flygflottilj skulle avvecklas, men att flottiljflygplatsen skulle kvarstå som krigsflygbas. Tidsplanen för avvecklingen av flottiljen och dess divisioner skulle ske i två steg. Den 30 juni 1968 skulle 92. jaktflygdivisionen och 93. jaktflygdivisionen med baskompanier avvecklas. Dock var 93. jaktflygdivisionen sedan 30 juni 1967 vakantsatt. Så i praktiken var det endast 92. jaktflygdivisionen som avvecklades 1968. Den 30 december 1968 skulle flottiljens 91. jaktflygdivisionen med tillhörande baskompani avvecklas. Övriga delar av flottiljen avvecklas den 30 juni 1969. Dock skulle strilorganisationen samt organisationen för krigsbasen exkluderas från avvecklingen. Gällande strilorganisationen föreslogs det att den skulle överföras till annan flottilj.

### 1969–2006
I samband med försvarsbeslutet 1968 beslutades det om en avveckling av F 9. Flottiljen lades ned den 30 juni 1969. Flottiljområdet övergick då istället till att bli fredsbas för marinens 2. helikopterdivisionen (2. hkpdiv), vilken omlokaliserades från den så kallade "Blå hangaren" på Torslanda flygplats. 
År 1969 flyttade även Värnpliktsverket in på flottiljområdet, detta efter att de tidigare inskrivningsområdena upphörde, och ersattes av tre värnpliktskontor, bland annat Västra värnpliktskontoret (VKV) i Göteborg. Kontoret blev kvar fram till slutet av 1980-talet, då det omlokaliserades till Kärringberget i sydvästra Göteborg. Chefen för Västra värnpliktskontoret var även platschef över flygbasen.
År 1976 påbörjades arbetet med att ta över allmänflyget från Göteborgs tidigare flygplats Torslanda flygfält (som lades ned 1977 då reguljärflyget flyttades samma år till storflygplatsen Göteborg-Landvetter flygplats). År 1984 började man även anpassa Säve för tyngre luftfart, bland annat förlängdes rullbanan med cirka 400 meter.
Det så kallade "Nya berget" behölls av Flygvapnet som krigsbas. I fredstid utgjorde berget ett mobiliseringsförråd för jaktflygplan och sköttes av en baspluton ur Skaraborgs flygflottilj (F 7), vilken även försåg flygande personal ur Första flygeskadern (E 1) med omklädningsrum och flygplan. 
En basbataljon B74 sattes upp av Skaraborgs flygflottilj, med en flygdivision tillhörande Skånska flygflottiljen (F 10), på Sävebasen i krigstid och under storövningar. Bataljonen B74 lades ned efter försvarsbeslutet 1992 och den stora krigsförbandsövningen år 1991. Detta medförde att Säve med sidobas Landvetter, istället blev sidobaser till Hagshults flygbas. Flygvapnet avvecklade den 31 mars 1999 helt sitt engagemang kring Sävebasen. Som ett resultat av försvarsbeslutet 2004 flyttade 2006 helikopterverksaheten från den gamla flottiljområdet, och lokaliserades istället till F 7 i Såtenäs. Den 28 april 2006 avslutades en mer än 30-årig epok vid Säve, då Helikopterflottiljen genom en överlämningsceremoni överlämnade sjöräddningsberedskap till Norrlandsflyg. Formellt övertog Norrlandsflyg sjöräddningsberedskapen kl. 08.00 den 1 maj 2006. Lars Blom blev den sista skvadronschefen i Göteborg/Säve.

## Berghangarer
I en flygstabsrapport från sommaren 1962, vilken behandlar säkerheten i berghangarer, belyses det praktiska användandet av flottiljens berganläggningar. Bland annat kan man läsa följande:
- "Gamla Berget" används som hangar för ett kompani J 29F och ett kompani J 34. Hangaren är också tillsynshangar för det kvarvarande J 29F-kompaniet. Efter fullgjord omskolning till J 34, senast 1 mars 1963, kommer Gamla berget att användas av två kompanier utrustade med J 34 samtidigt som tillsyn av J 29F upphör.

- "Nya Berget" används av ett kompani utrustat med J 34, en för flottiljen gemensam Sk 16-grupp med 5-7 flygplan och en central tillsynsavdelning för J 34. F 9 har förutom flottiljverkstaden (avdelning 6) inga hangarutrymmen utöver ovan angivna. Normal tilldelning av flygplan typ J 34 till flottiljen bedöms få plats i berganläggningarna.

### Gamla berget
Efter riksdagsbeslutet i februari 1940 om att sätta upp F 9, inleddes undersökningar omgående för att se om den nya flottiljen hade förutsättningar för byggnation av en berghangar. De geologiska förutsättningarna visade sig vara utmärkta varpå beslut togs om att bygga en berghangar på flottiljen. Efter att projektering avslutats och extra anslag beviljats, påbörjades byggandet år 1941 av det som senare kom att kallas "Gamla berget". Berghangaren hade en yta på 8000 m² och tog två år att färdigställa varefter den invigdes år 1943. En kontors- och sambandsdel, vilken kom att inrymma flottiljens jaktcentral, sprängdes in i berget i direkt anslutning till hangaren. Jaktcentralen bemannades av flottiljens högsta chefer och hade till uppgift att leda jaktflyget under beredskap och krig. Hangaren har sitt golv i nivå med, eller vid vissa utfarter några centimeter högre än, betongplattan utanför vilket medför att bergtäckningen över anläggningen endast är cirka 10 meter tjock. Berghangarens infarter skyddas av förstärkta träportar och ventilationen är av typ självdrag. Med dessa förutsättningar i åtanke kan gamla berget betraktas som ett mellanting av berghangar och ovanjordshangar av konventionell typ.  
Berghangaren i "Gamla berget" vid F 9 i Säve utgör sannolikt världens första berghangar. Idén om att jaktflyget och andra viktiga försvarsfunktioner om möjligt skulle få bästa tänkbara skydd på marken har troligen sina rötter i centralförsvarstanken med befästningar insprängda i berg. Berganläggningar ansågs fortsatt ge störst skydd för personal och materiel i krig, även efter andra världskriget då centralförsvar ersatts av ett mera rörligt och framskjutet invasionsförsvar.
På grund av att man saknade tidigare erfarenhet av berghangarsbyggande och det faktum att militärledningen saknade en utländsk motsvarighet att studera, var man tvungen till att lösa flera oförutsedda problem under arbetets gång. Bland annat blev man tvungen till att lösa problem angående vatten och avloppsledningar, utformning av hangarportar, dagvattenbrunnar, inrättandet av vattentoaletter, platser för avtappningsställen, uppvärmning, ventilation och plats för panncentral.

### Nya berget
Eftersom den gamla bergshangaren inte var konstruerad för att stå emot ett anfall med taktiska kärnvapen, började man på 1950-talet anlägga en betydligt större och mer avancerad berghangar på 22 000 m², vilket kom att gå under namnet "Nya berget". Hangaren ligger på cirka 10 meters djup och taket är närmare 30 meter tjockt. Inuti berghangaren återfinns två stycken lutande uppfartstunnlar med en längd av 300-500 meter. Anläggningens huvudtunnel är hästskoformad och från denna utgår ett antal sidotunnlar, så kallade skepp, åt båda håll längst ned i anläggningen. Huvudtunneln medför förmågan till enkelriktad flygplansbogsering genom hangaren, var den ena porten är infart och den andra utfart med klargöringsplatser. 
Då "Nya berget" moderniserades efter år 1958, försågs den bland annat med kraftiga, armerade stötvågsportar vilka väger cirka 90 ton var, egna drivmedels- och vapenförråd, vändskivor vid sidotunnlar och fasta klargöringsplatser i hangaruppfarterna. De fasta klargöringsplatserna har anslutningar för el och drivmedel såväl som de inrymmer övrig klargöringsutrustning samt vapen och ammunition, infälld i bergväggen. Ett automatiskt sprinklersystem för brandsläckning installerades också. Anläggningens ventilation sker genom inblåsning av luft från bergväggarna, samtidigt som luft sugs ut vid golvet och vid taket.

## Aeroseum
Stiftelsen Aeroseum driver sedan 1999 ett projekt med målsättningen att bevara de tidigare militära berghangarerna vid Sävebasen och där skapa ett aktivt och levande flygmuseum. Den officiella invigningen av Aeroseum ägde rum år 2008. Den statliga utredningen Försvar i förvar, har föreslagit att Nya berget vid Säve skall bevaras som statligt byggnadsminne. Detta sedan det anses viktigt att bevara en av flygvapnets berghangarer från kalla kriget för eftervärlden. Med motiveringen att Försvarsmakten inte längre behövde anläggningen, avsåg man 1997 att berget skulle fyllas med sand och portarna svetsas igen snarast möjligt. Detta utgjorde startskottet för kampen mot att berghangaren skulle förstöras för all framtid och i sista stund ingrep flygentusiaster, vilka i sig inledde projektet Aeroseum. Försvarsmakten ställde sig positivt till detta, och den 1 januari 2003 överlämnades Nya berget till stiftelsen. År 2013 blev Säve depåområde till salu, och Luftfartsverket avsåg att nyttja sin option till att köpa området inklusive det Gamla berget.

## Verksamma förband
| Beteckning | Förband                    | Årtal     | Övrigt                                      |
| ---------- | -------------------------- | --------- | ------------------------------------------- |
| F 9        | Göta flygflottilj          | 1940–1969 | Avvecklad genom försvarsbeslutet 1968       |
| E 1        | Attackeskadern             | 1966–1995 | Avvecklad 1995                              |
| VKV        | Västra värnpliktskontoret  | 1969–1988 | Omlokaliserades till Käringberget, Göteborg |
| MSjvS      | Marinens sjukvårdsskola    | 1969–1992 | Omlokaliserades till Käringberget, Göteborg |
| 2. hkpdiv  | 2. helikopterdivisionen    | 1969–1989 |                                             |
| 12. hkpdiv | 12. helikopterdivisionen   | 1989–1998 |                                             |
| 3. hkpbat  | Göta helikopterbataljon    | 1998–2000 |                                             |
| 5. hkpskv  | Femte helikopterskvadronen | 2000–2006 | Omlokaliserad till Såtenäs                  |